# Mycalesis pseudasophis
Mycalesis pseudasophis är en fjärilsart som beskrevs av Hans Fruhstorfer 1908. Mycalesis pseudasophis ingår i släktet Mycalesis och familjen praktfjärilar. Inga underarter finns listade i Catalogue of Life.